# 施特劳斯富特
施特劳斯富特（發音：[ˈʃtʁaʊsfʊʁt]）是德国图林根州瑟默达县的市镇，面积21.85平方千米，2023年12月31日人口为2,081人。2019年12月31日，市镇亨施莱本并入施特劳斯富特。